# Nobuharu Matsushita
Nobuharu Matsushita (松下 信治, Matsushita Nobuharu), né le 13 octobre 1993 à Saitama, est un pilote automobile japonais qui participe en 2019 au championnat de Formule 2 avec l’écurie britannique Carlin.

## Biographie
Né à Saitama en 1993, Nobuharu Matsushita fait du karting avant de passer en monoplace en 2011. En Formula Pilota China, il termine quatrième avec une victoire gagnée en fin de saison à Sepang. L'année suivante, il est sacré champion de Formula Challenge Japan. En 2013, il passe en Formule 3, rejoignant le championnat japonais. Cinquième pour sa première saison, il domine largement la saison 2014 et est sacré champion avec cinq victoires.
En 2015, grâce au soutien de Honda, il rejoint les GP2 Series avec ART Grand Prix. À mi-saison, il remporte sa première victoire dans la catégorie, lors de la course sprint sur le Hungaroring. Il termine neuvième du championnat, avec cinq fois moins de points que son coéquipier Stoffel Vandoorne, sacré champion.
Prolongé en GP2 avec ART GP, il devient également pilote de développement de McLaren-Honda. Il remporte notamment une deuxième victoire à Monaco. Toutefois, à Bakou, il pilote de manière très dangereuse, provoquant de nombreux accidents, recevant une exclusion pour la manche suivante à Spielberg. Lors du grand prix d'Monaco sur le circuit de Monaco, il finit premier lors de la deuxième course du championnat et deuxième lors de la première course sur le circuit de Yas Marina à Abou Dabi.
Lors du grand prix d'Italie sur le circuit de Monza, il finit premier lors de la première course du championnat de Formule 2.

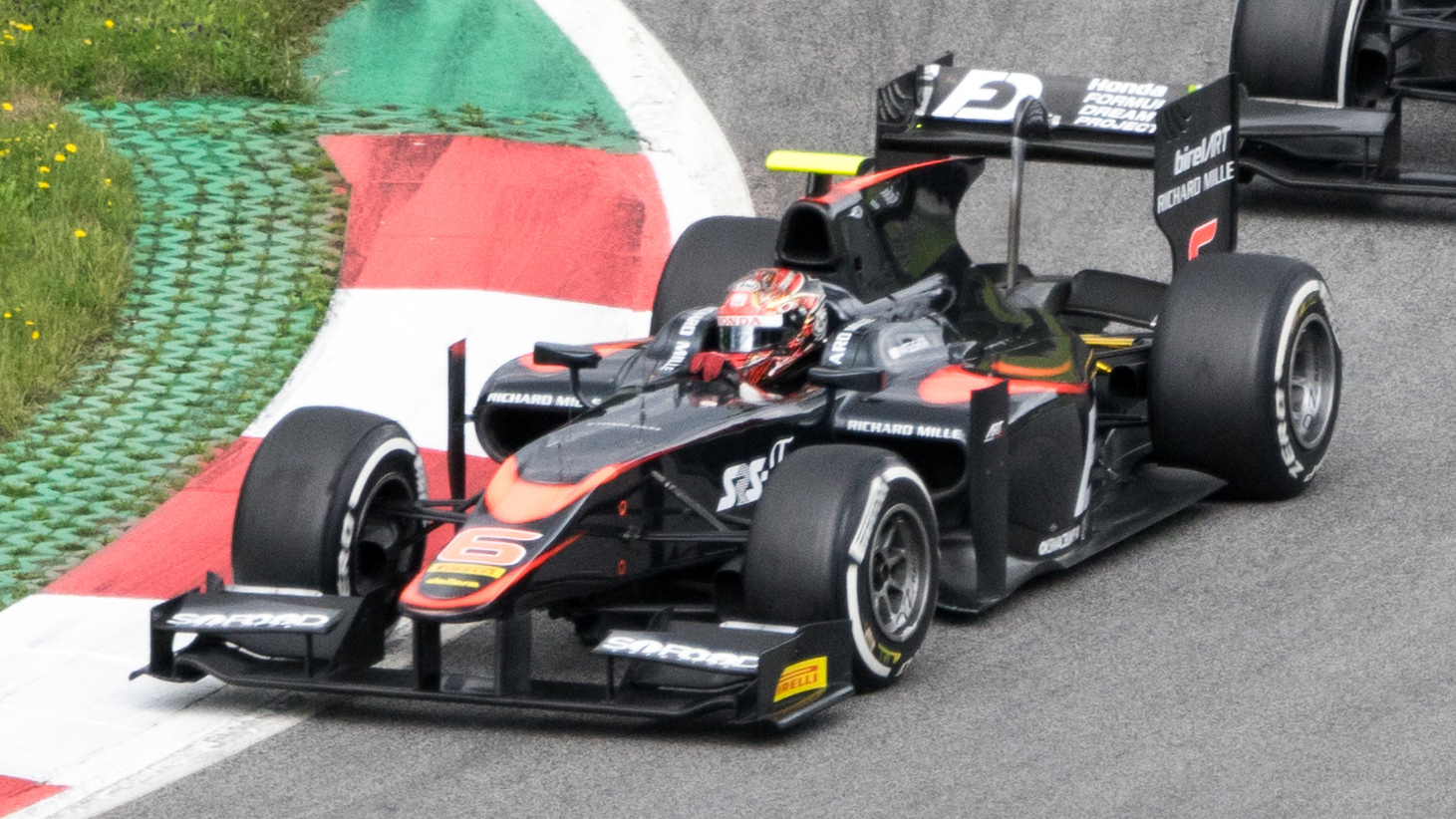
Matsushita en GP2 Series en 2015 à Spielberg
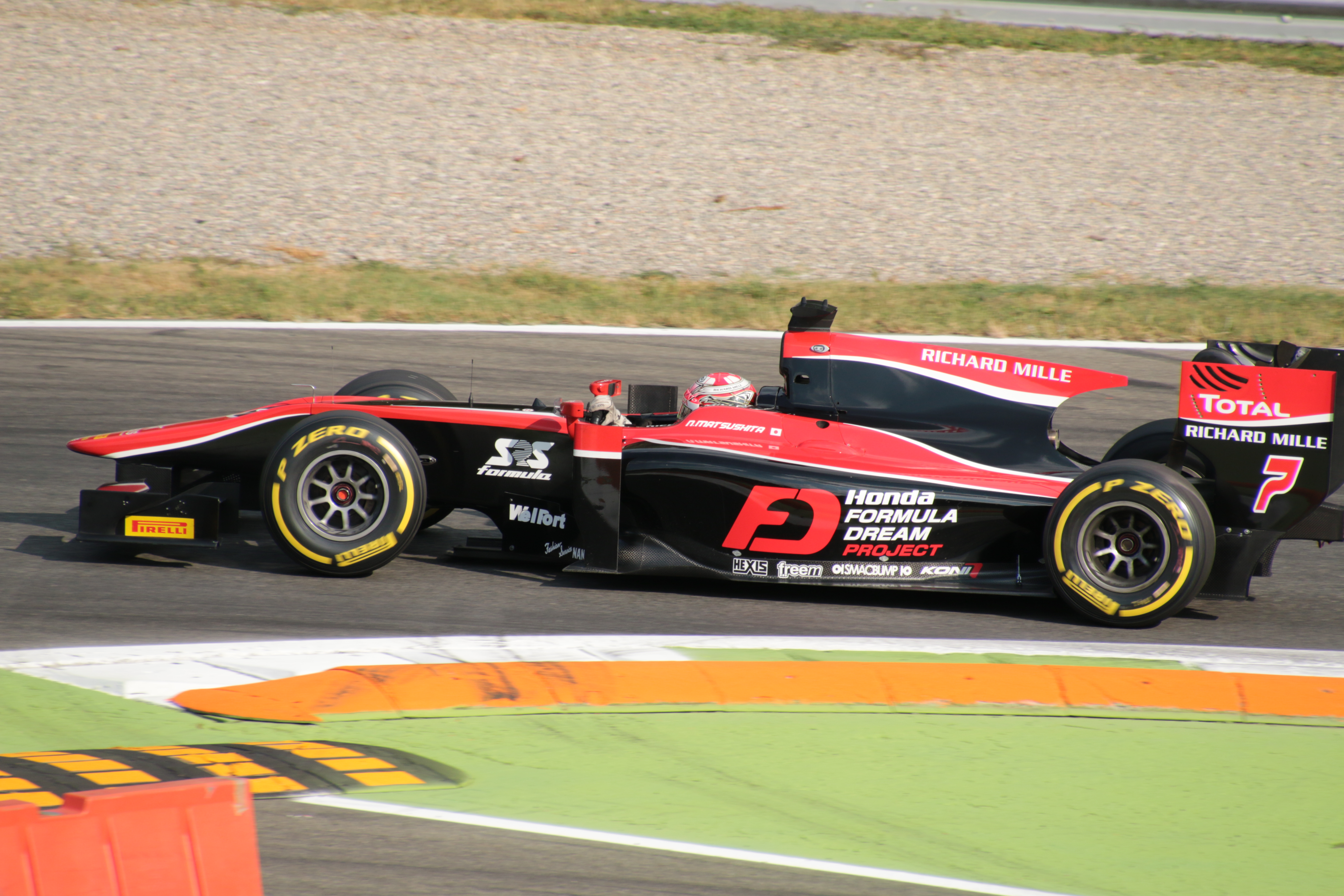
Matsushita en Formule 2 en 2017 à Monza
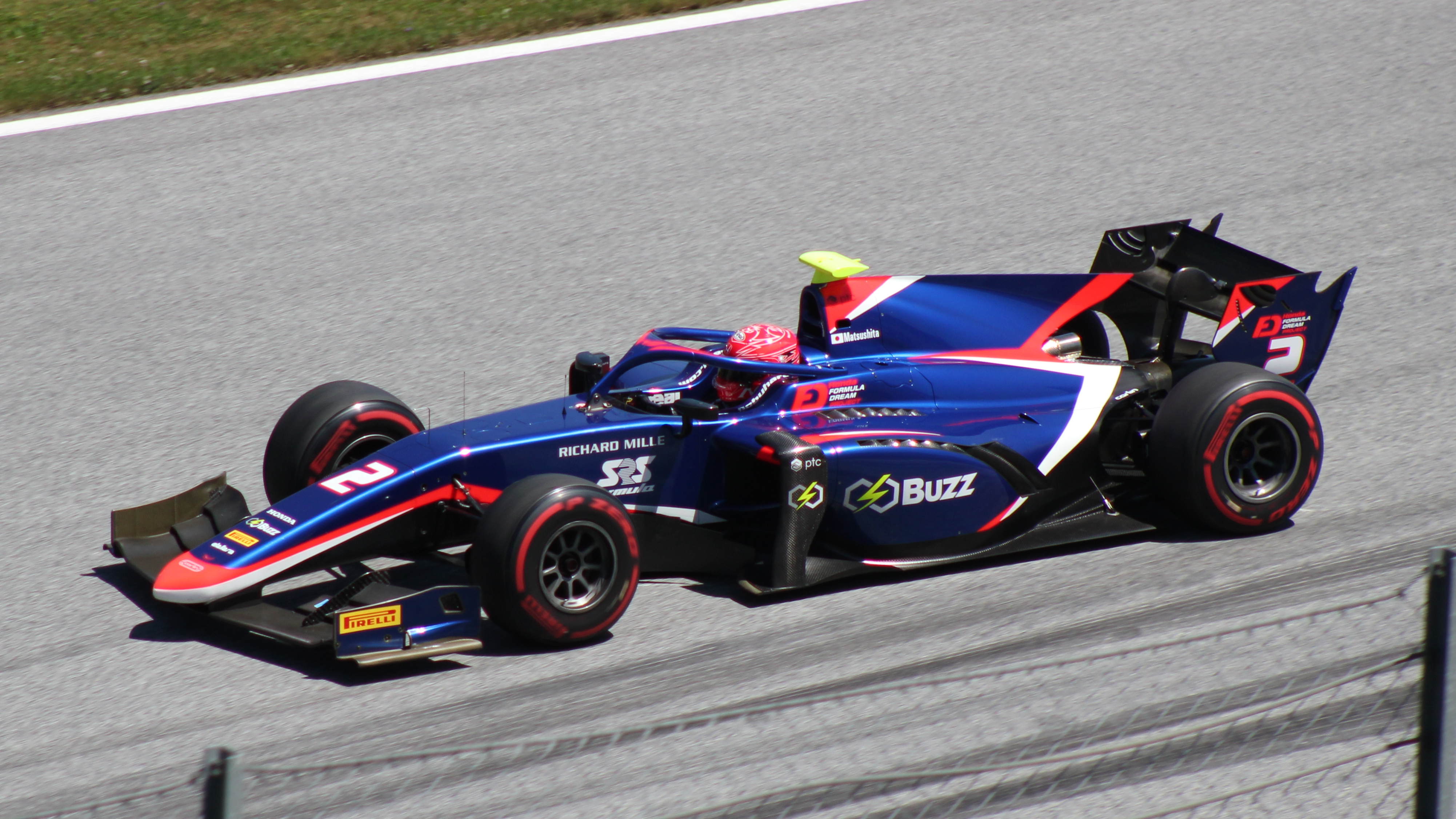
Matsushita en Formule 2 en 2019 à Spielberg
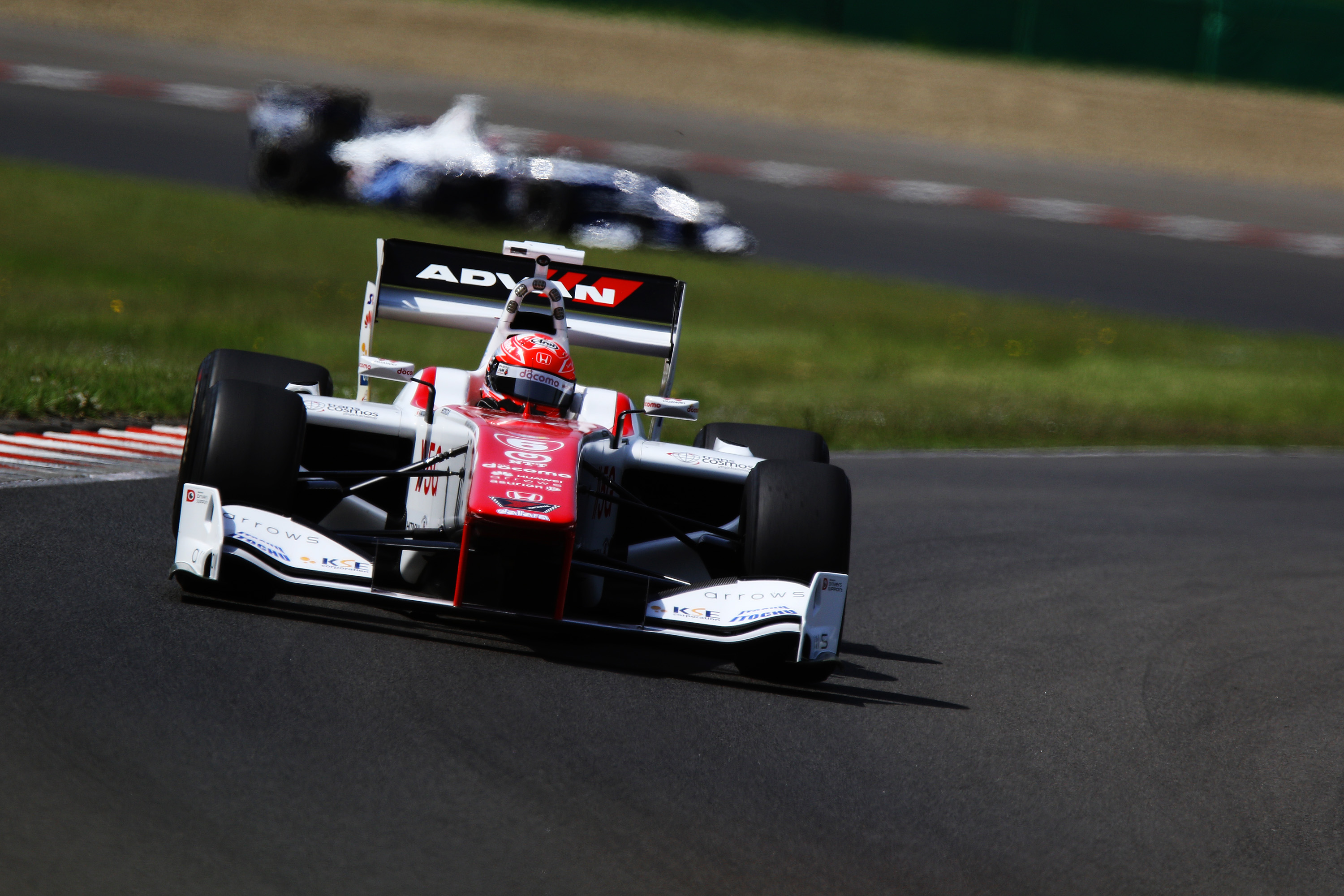
Matsushita en Super Formula en 2018 à Autopolis
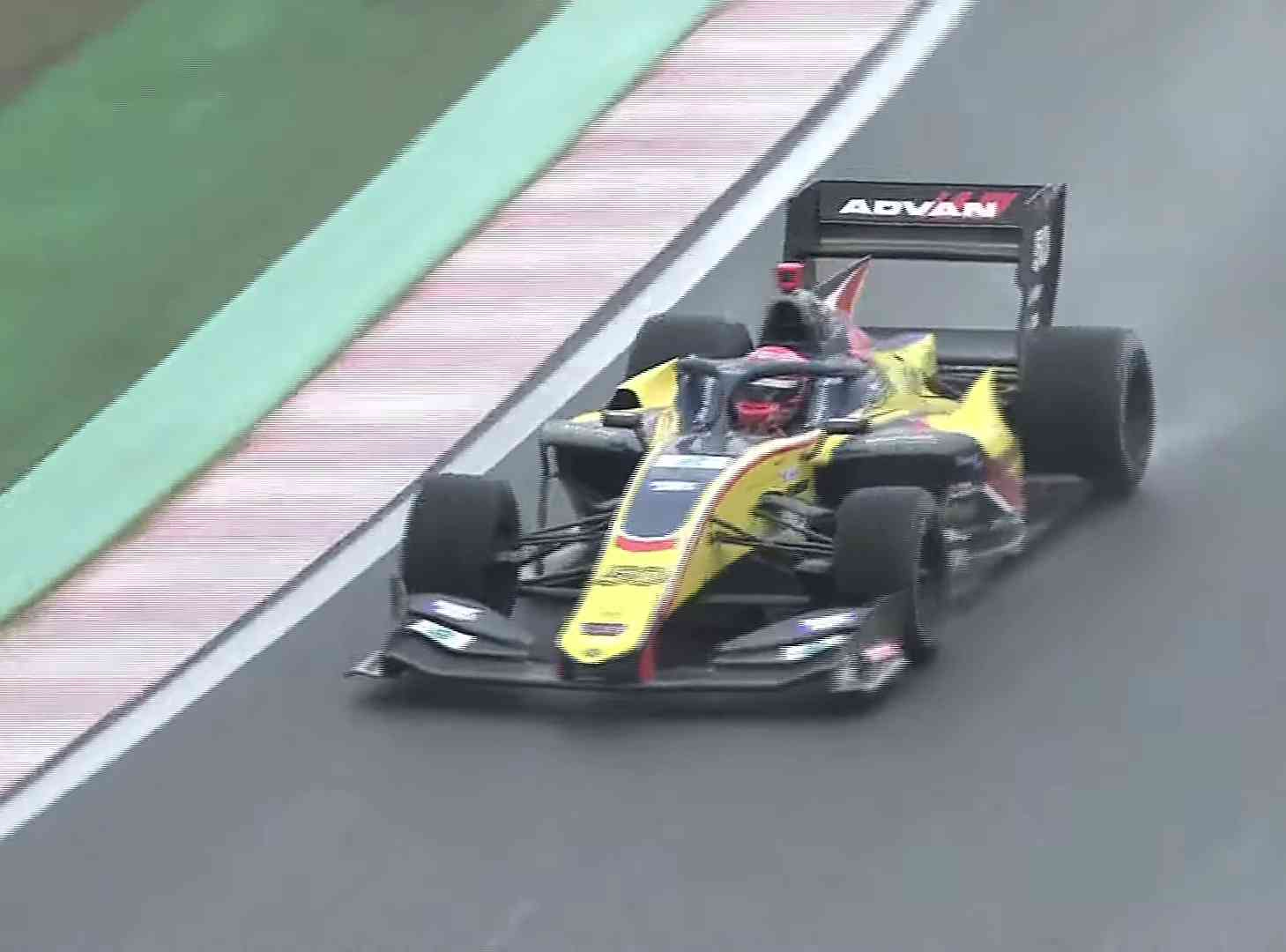
Matsushita en Super Formula en 2022 à Fuji
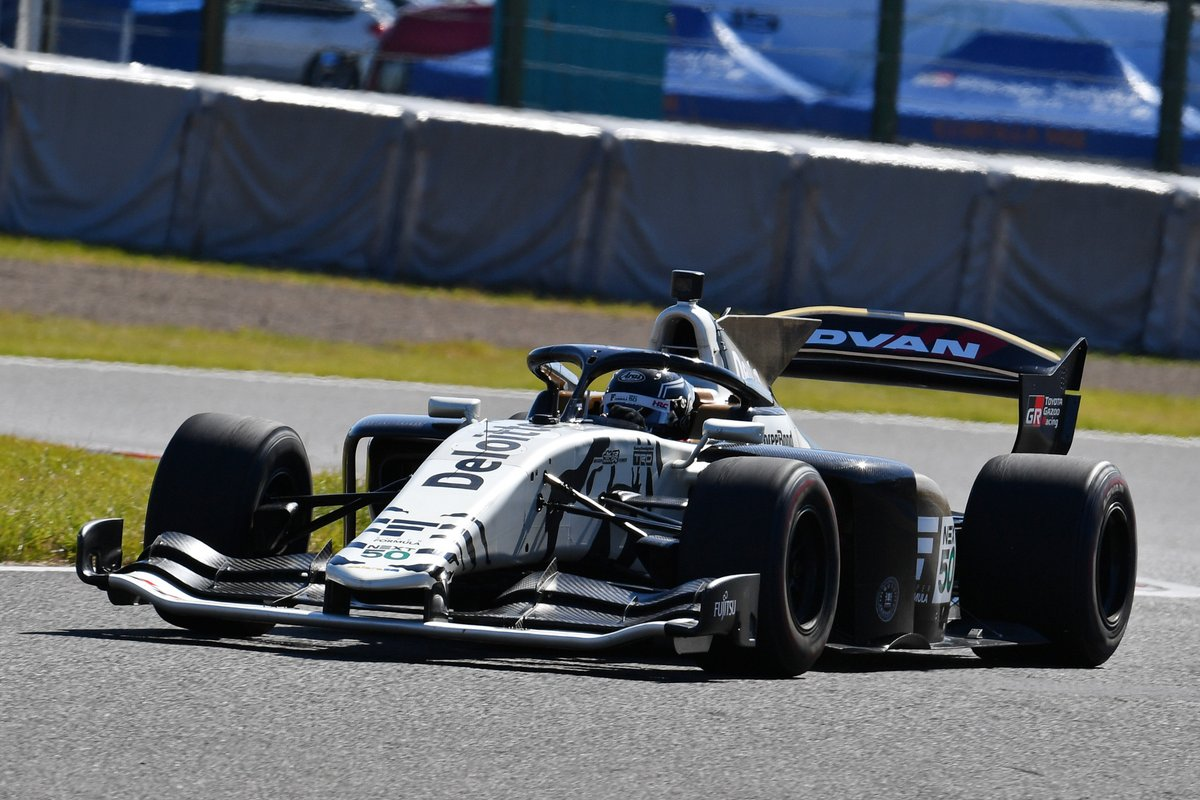
Matsushita en Super Formula en 2023 à Suzuka

## Carrière

### Résultats en monoplace
| Saison    | Championnat                       | Écurie                  | Courses                 | Victoires               | Pole positions          | Meilleurs tours         | Podiums                 | Points                  | Classement              |
| --------- | --------------------------------- | ----------------------- | ----------------------- | ----------------------- | ----------------------- | ----------------------- | ----------------------- | ----------------------- | ----------------------- |
| 2011      | Formula Masters China             | Super License           | 10                      | 1                       | 1                       | 2                       | 4                       | 89                      | 4e                      |
| 2012      | Formula Japan Challenge           | écurie inconnue         | 12                      | 5                       | 1                       | 5                       | 10                      | 91                      | Champion                |
| 2013      | Championnat du Japon de Formule 3 | HFDP Racing             | 15                      | 0                       | 0                       | 0                       | 5                       | 43                      | 5e                      |
| 2014      | Championnat du Japon de Formule 3 | HFDP Racing             | 15                      | 6                       | 5                       | 5                       | 9                       | 102                     | Champion                |
| 2015      | GP2 Series                        | ART Grand Prix          | 21                      | 1                       | 0                       | 1                       | 3                       | 68,5                    | 9e                      |
| 2015–2016 | MRF Challenge Formula 2000        | MRF Racing              | 4                       | 2                       | 1                       | 3                       | 2                       | 80                      | 6e                      |
| 2016      | GP2 Series                        | ART Grand Prix          | 20                      | 1                       | 0                       | 4                       | 2                       | 92                      | 11e                     |
| 2016      | Formule 1                         | McLaren Racing          | Pilote de développement | Pilote de développement | Pilote de développement | Pilote de développement | Pilote de développement | Pilote de développement | Pilote de développement |
| 2017      | Formule 2                         | ART Grand Prix          | 22                      | 2                       | 1                       | 2                       | 4                       | 131                     | 6e                      |
| 2018      | Super Formula                     | Docomo Dandelion Racing | 6                       | 0                       | 0                       | 0                       | 0                       | 7                       | 11e                     |
| 2019      | Formule 2                         | Carlin Motorsport       | 22                      | 2                       | 1                       | 3                       | 5                       | 144                     | 6e                      |
| 2019      | Euroformula Open                  | Carlin Motorsport       | 2                       | 0                       | 1                       | 1                       | 1                       | 20                      | 18e                     |
| 2019      | Euroformula Open Winter Series    | Carlin Motorsport       | 2                       | 1                       | 1                       | 1                       | 1                       | 27                      | 4e                      |
| 2020      | Formule 2                         | MP Motorsport           | 18                      | 1                       | 0                       | 1                       | 1                       | 42                      | 15e                     |
| 2020      | Super Formula                     | Buzz Racing with B-MAX  | 4                       | 0                       | 0                       | 0                       | 1                       | 16                      | 15e                     |
| 2021      | Super Formula                     | B-MAX Racing            | 6                       | 0                       | 1                       | 0                       | 2                       | 33,5                    | 8e                      |
| 2022      | Super Formula                     | B-MAX Racing            | 10                      | 1                       | 0                       | 0                       | 1                       | 21                      | 13e                     |
| 2023      | Super Formula                     | B-MAX Racing            | 9                       | 0                       | 0                       | 0                       | 0                       | 4                       | 19e                     |
| 2024      | Super Formula                     | TGM Grand Prix          | 3                       | 0                       | 0                       | 0                       | 0                       | 3                       | 15e                     |

### Résultats en Super GT
| Saison | Écurie                     | Voiture                     | Classe | Courses | Victoires | Poles positions | Meilleurs tours | Podiums | Points | Classement |
| ------ | -------------------------- | --------------------------- | ------ | ------- | --------- | --------------- | --------------- | ------- | ------ | ---------- |
| 2020   | Autobacs Racing Team Aguri | Honda NSX GT3 Evo           | GT300  | 2       | 0         | 0               | 0               | 0       | 17     | 23e        |
| 2021   | Team Impul                 | Nissan GT-R NISMO GT500     | GT500  | 8       | 1         | 0               | 0               | 2       | 45     | 8e         |
| 2022   | Astemo Real Racing         | Honda NSX-GT                | GT500  | 8       | 1         | 0               | 0               | 3       | 60     | 4e         |
| 2023   | Astemo Real Racing         | Honda NSX-GT                | GT500  | 8       | 0         | 0               | 0               | 1       | 45     | 6e         |
| 2024   | Autobacs Racing Team Aguri | Honda Civic Type R-GT-GT500 | GT500  | 8       | 1         | 1               | 0               | 2       | 43     | 9e         |